# Sanremo 2007 (EMI)
Sanremo 2007 è un album compilation pubblicato il 2 marzo 2007 dall'etichetta discografica EMI.

## Il disco
Il CD contiene 7 brani degli artisti BIG in gara, 5 degli artisti GIOVANI più una bonus track.

## Tracce
1. Al Bano - Nel perdono
2. Marcella e Gianni Bella - Forever per sempre
3. Nada - Luna in piena
4. Velvet - Tutto da rifare
5. Amalia Gré - Amami per sempre
6. Stadio - Guardami
7. Milva - The Show Must Go On
8. Pier Cortese - Non ho tempo
9. Marco Baroni - L'immagine che ho di te
10. Romina Falconi - Ama
11. Stefano Centomo - Bivio
12. Khorakhanè - La ballata di Gino
13. Michelle Hunziker - Get Out